# Wortupaïta
La wortupaïta és un mineral de la classe dels òxids. Rep el nom de la mina Worturpa, a Austràlia, la seva localitat tipus.

## Característiques
La wortupaïta és un tel·lurit de fórmula química MgNi(Te⁴⁺O₃)₃·3H₂O. Va ser aprovada com a espècie vàlida per l'Associació Mineralògica Internacional l'any 2023, i publicada el mateix any. Cristal·litza en el sistema hexagonal. Estructuralment es troba relacionada amb la zemannita.
L'exemplar que va servir per a determinar l'espècie, el que es coneix com a material tipus, es troba conservat a les col·leccions mineralògiques del Museu Victoria, a Melbourne (Austràlia), amb el número de registre: m2021.

## Formació i jaciments
Va ser descoberta mina Worturpa, situada al Parc Nacional de Vulkathunha - Gammon, a la serralada de Flinders (Austràlia Meridional, Austràlia). Aquest indret és l'únic a tot el planeta on ha estat descrita aquesta espècie mineral.